# Walter Rutherford
Walter Mathers Rutherford (Newlands, 23 settembre 1857 – Westminster, 15 ottobre 1913) è stato un golfista scozzese.
Partecipò alle Olimpiadi di Parigi del 1900, vincendo la medaglia d'argento nel torneo maschile di golf, con il punteggio di 168.

## Palmarès
| Anno | Manifestazione | Sede   | Evento                 | Risultato | Note |
| ---- | -------------- | ------ | ---------------------- | --------- | ---- |
| 1900 | Olimpiadi      | Parigi | Golf - Torneo maschile | Argento   |      |